# Basford (Nottinghamshire)
Basford – przedmieście w północnej części Nottingham w East Midlands, w Anglii, w hrabstwie ceremonialnym Nottinghamshire, w dystrykcie (unitary authority) Nottingham. W 1891 roku civil parish liczyła 22 781 mieszkańców.
Parafia Basford została włączona do Nottingham w 1877. Obecnie dzieli się na ‘Old Basford’ i ‘New Basford’. Zabudowa New Basford zachowuje przeważający wiktoriański styl zabudowy. Basford jest położone nieopodal rzeki Leen, dopływu rzeki Trent i znajduje się na trasie łączącej na południu centrum Nottingham z Hucknall i Bulwell na północy.